# Dolmen de la Verrerie-Vieille

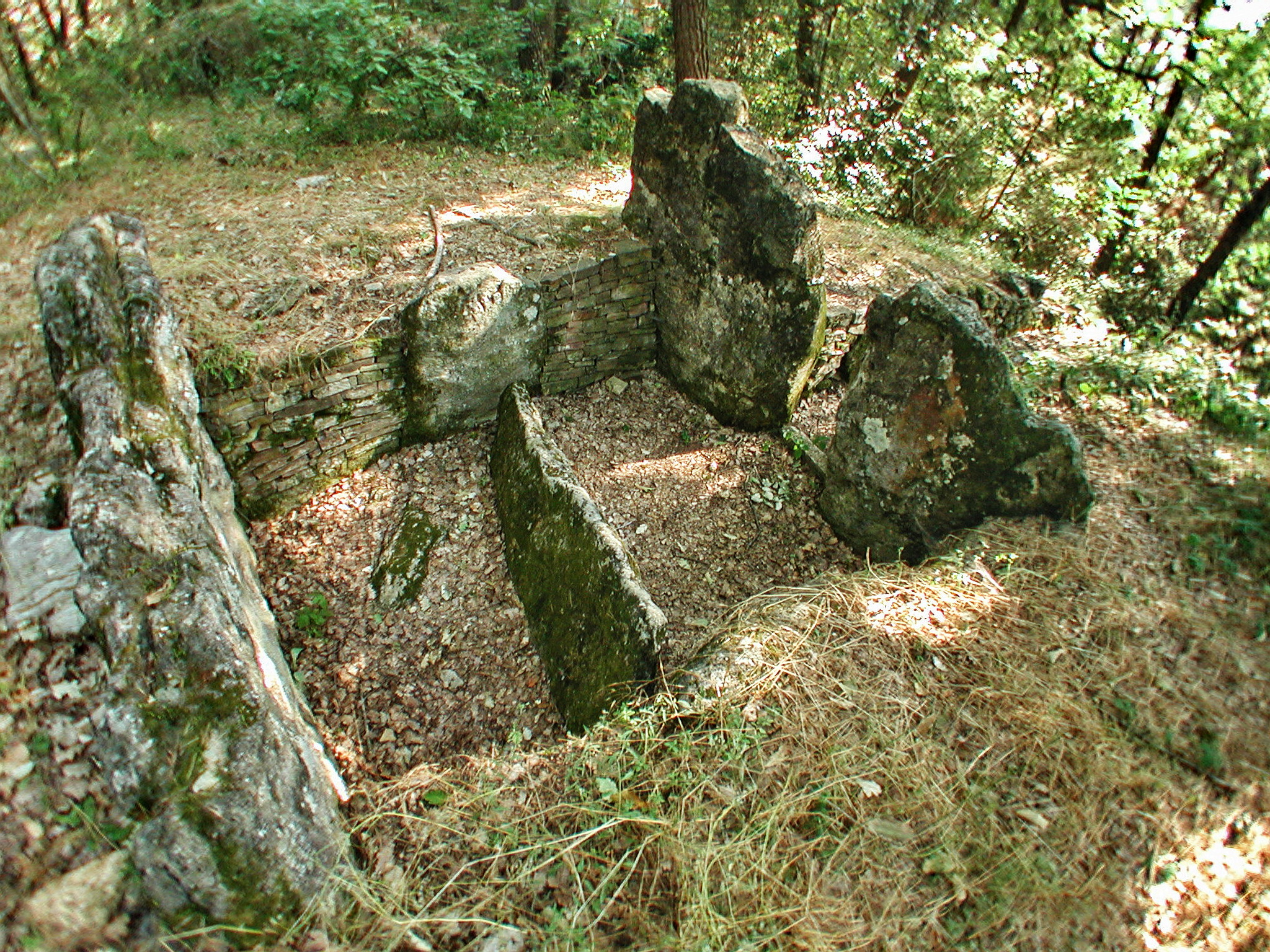
Dolmen de la Verrerie-Vieille

Der Dolmen de la Verrerie-Vieille liegt in Tourrettes im Département Var in der Region Provence-Alpes-Côte d’Azur in Frankreich. Dolmen ist in Frankreich der Oberbegriff für Megalithanlagen aller Art (siehe: Französische Nomenklatur).
Sechs Megalithen aus Sandstein bilden zusammen mit seitlichen Trockenmauerwerkbereichen eine rechteckige, etwa 2,8 m lange und 2,1 m breite Kammer. Der 1987 restaurierte Dolmen liegt im Zentrum eines Hügels von etwa 20 m Durchmesser und bis zu 1,8 m Höhe. Ein schmaler, etwa 5 m langer Gang führt von Westen in die mittig, durch eine hüfthohe Platte von etwa 2 m Länge geteilte Kammer. Die Deckplatte(n) sind verschwunden.
Der Dolmen wurde 1876 von Dr. Olivier, Arzt in Montauroux, entdeckt und ausgegraben. Nachgrabungen erfolgten mehrmals, darunter 1960 und 1962 von Jean Courtin.
Der Dolmen enthielt die Überreste von etwa 30 Personen. Das von Olivier und Goby gesammelte Material umfasst u. a. vier Äxte, Feuersteinklingen, Perlen aus Kalk- und Speckstein, Pfeilspitzen, Quarzkristalle, einen Ring aus Steatit und eine undekorierte Keramikschale. Das Material befindet sich im Archäologischen Museum von St. Raphael.

Dolmen de la Verrerie-Vieille
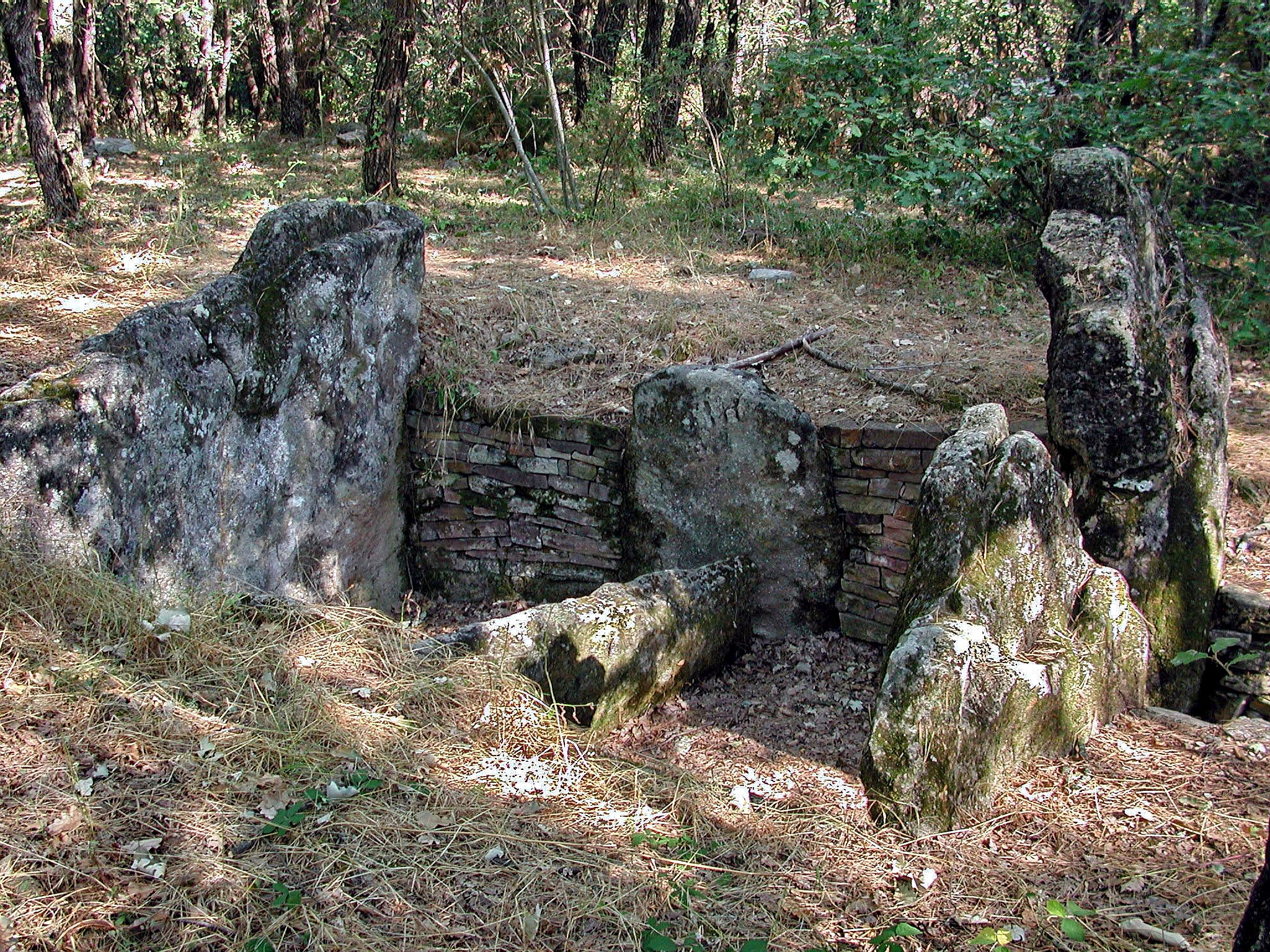
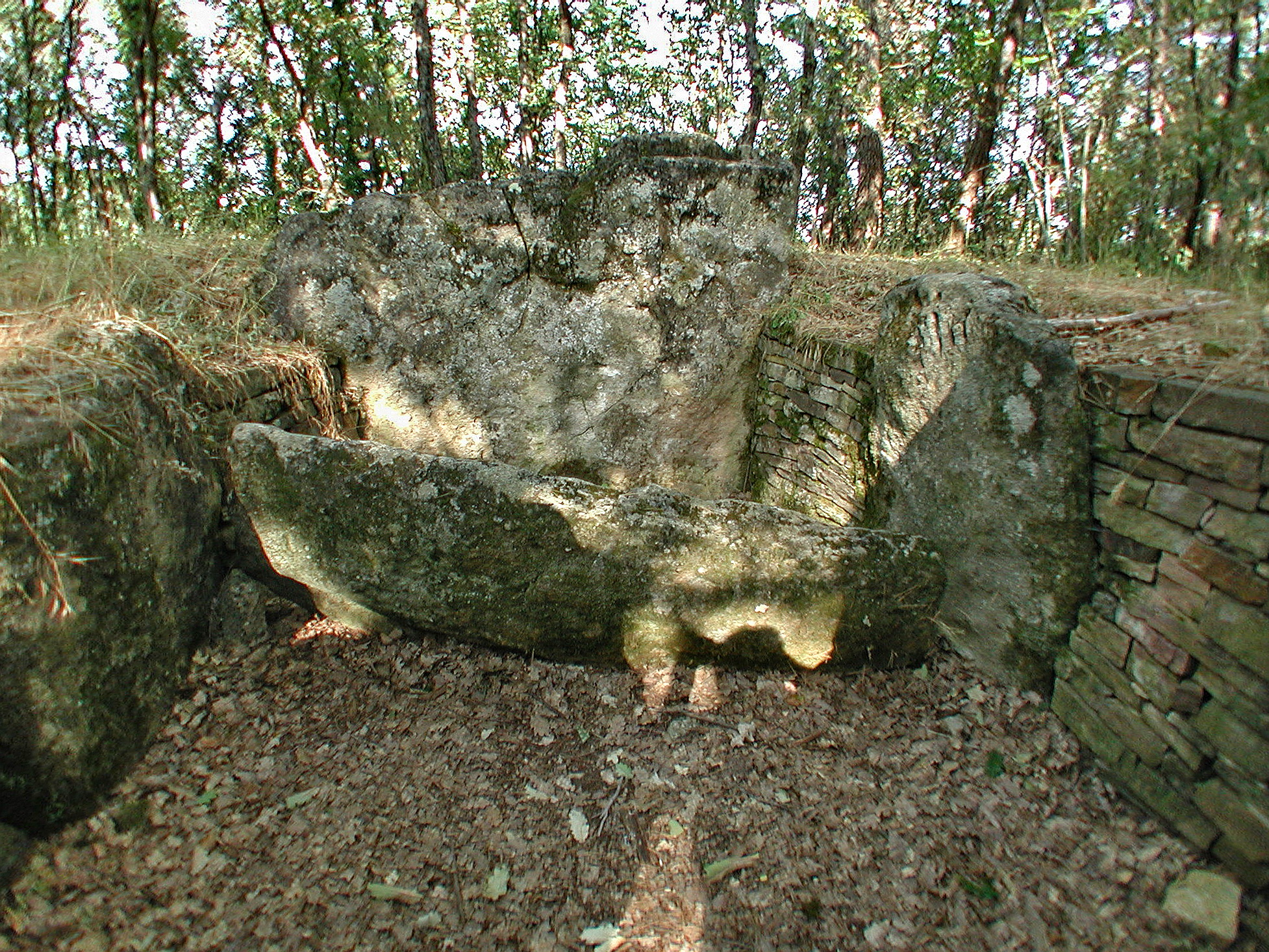
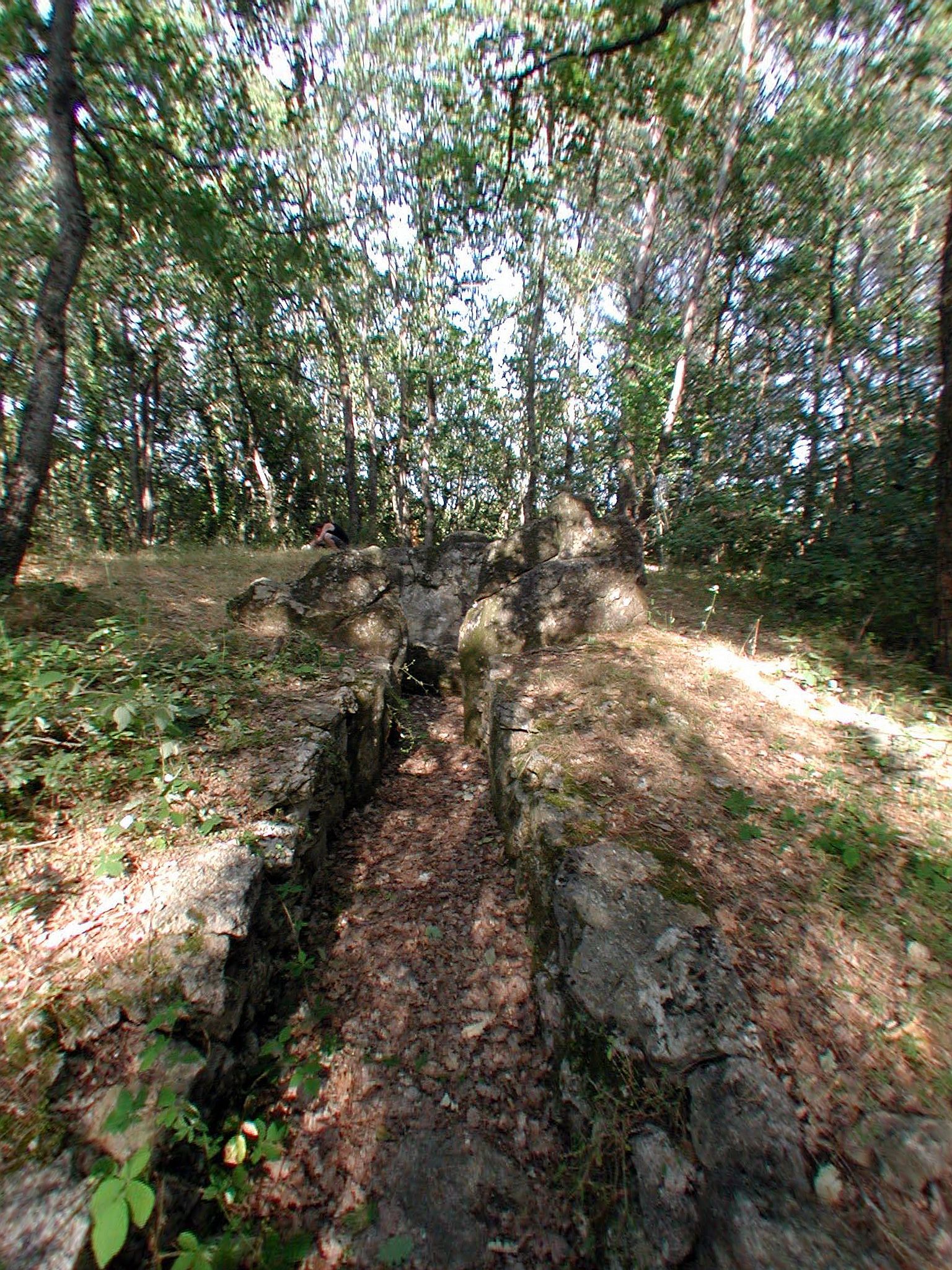
Gang

## Belege
1. ↑  Diese Bauweise gibt es auch bei den Dolmen Roque d’Aille und Maurély.

Koordinaten: 43° 34′ 43″ N, 6° 43′ 8,2″ O